# Johannes Martini (Maler)

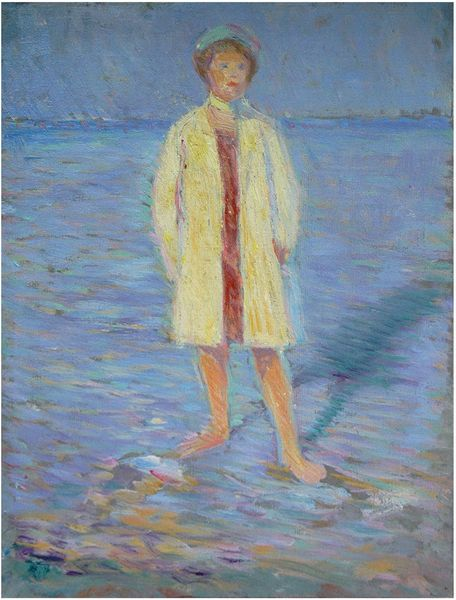
Mädchen im Watt, um 1898

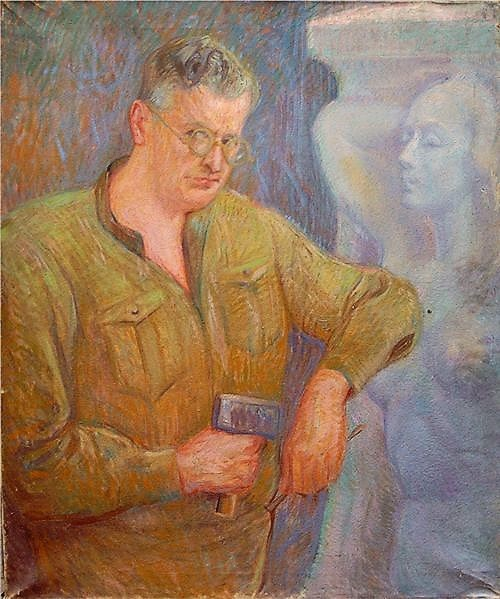
Fritz Behn mit Fäustel bei der Arbeit, um 1928

Johannes Martini (* 9. Juni 1866 in Chemnitz; † 7. Februar 1935 in München) war ein deutscher Maler und Grafiker.

## Leben
An der Kunstakademie Berlin war er Schüler von Franz Skarbina. Sodann verbrachte er zwei Jahre an der Académie Julian in Paris. Martini stellte seine Werke u. a. in der Großen Kunstausstellung in Berlin, aber auch im Pariser Salon aus. Er nahm teil an der Jubiläumsausstellung zum 90. Geburtstag von Prinzregent Luitpold sowie an der Jahresausstellung im Berliner Glaspalast.
Martini verbrachte einen großen Teils seines Lebens in München und wohnte im Stadtteil Schwabing. Er war verheiratet und hatte einen Sohn.
Viele seiner Bilder gelten als verschollen. Ein umfangreicher Nachlass in Form von Briefen befindet sich jedoch bei einem Münchner Privatmann und einem Sammler im hessischen Raum. Sein Werk umfasst auch erotische Zeichnungen, die in Teilen in einer Frankfurter Privatsammlung erhalten sind. 
Er war als bildender Künstler Mitglied in der Allgemeinen Deutschen Kunstgenossenschaft (AdK), in der Münchner Künstlergenossenschaft sowie im Reichsverband bildender Künstler Deutschlands (RVbK) und hatte sehr viele Kontakte zu bekannten Persönlichkeiten wie z. B. Siemens, Krupp und sogar dem Vatikan.